# 陳培桂
陳培桂（？—？），字香根，廣東高要縣（今肇慶市高要區）附城人，清朝官員。曾擔任過福建等地知縣、淡水廳同知等職。擔任淡水廳同知時，參考前人稿件，進而完成《淡水廳志》。

## 生平
陳培桂是道光廿六年（1846年）舉人。咸豐三年（1853年）成為咸安官學教習。次年（1854年）因為太平軍攻陷郡城，他倡率團練有功，於是以知縣用，之後選授為福建省永福縣知縣。後來陳培桂又在龍溪縣、侯官縣等地當知縣。
同治四年（1865年）陳培桂署沙縣知縣，到任後嚴禁當地溺女惡習，並召集仕紳來成立育嬰堂，讓女嬰存活率提升。同治六年（1867年）改授澎湖通判，以薦留署南平。同治八年（1869年）秋，署臺灣府淡水撫民同知。次年（1870年）陳培桂開局纂修《淡水廳志》。但在同治十年（1871年），因被舉發隱匿命盜案未上報，而被解任。